# Alwin Kulawig
Alwin Kulawig (ur. 17 lutego 1926 w Krughütte, obecnie część Saarbrücken, zm. 19 października 2003 w Saarlouis) – niemiecki polityk i samorządowiec, parlamentarzysta krajowy i europejski.

## Życiorys
Uczył się w szkołach w Klarenthal, Saarbrücken i Bambergu, następnie kształcił się w zawodzie optyka, jednak naukę na pewien czas przerwała służba wojskowa. Walczył na froncie II wojny światowej, do 1946 przebywał w niewoli. Między 1946 a 1950 pracował jako rolnik, murarz i górnik, następnie jako optyk. W 1953 wstąpił do Socjaldemokratycznej Partii Niemiec (wówczas nielegalnej w Kraju Saary). Zasiadał w radzie miejskiej Saarlouis, a od 1955 do 1961 w landtagu Saary. W latach 1961–1976 pozostawał deputowanym Bundestagu, pomiędzy 1964 a 1970 był oddelegowany do Parlamentu Europejskiego.
Był żonaty z Elisabeth Henneicke. Pochowany w Saarlouis.

## Odznaczenia
W 1977 odznaczony Orderem Zasługi Saary.